# Cernunnos
Cernunnos az ókori kelta és a gall-római vallás egyik istene volt.

## Leírása

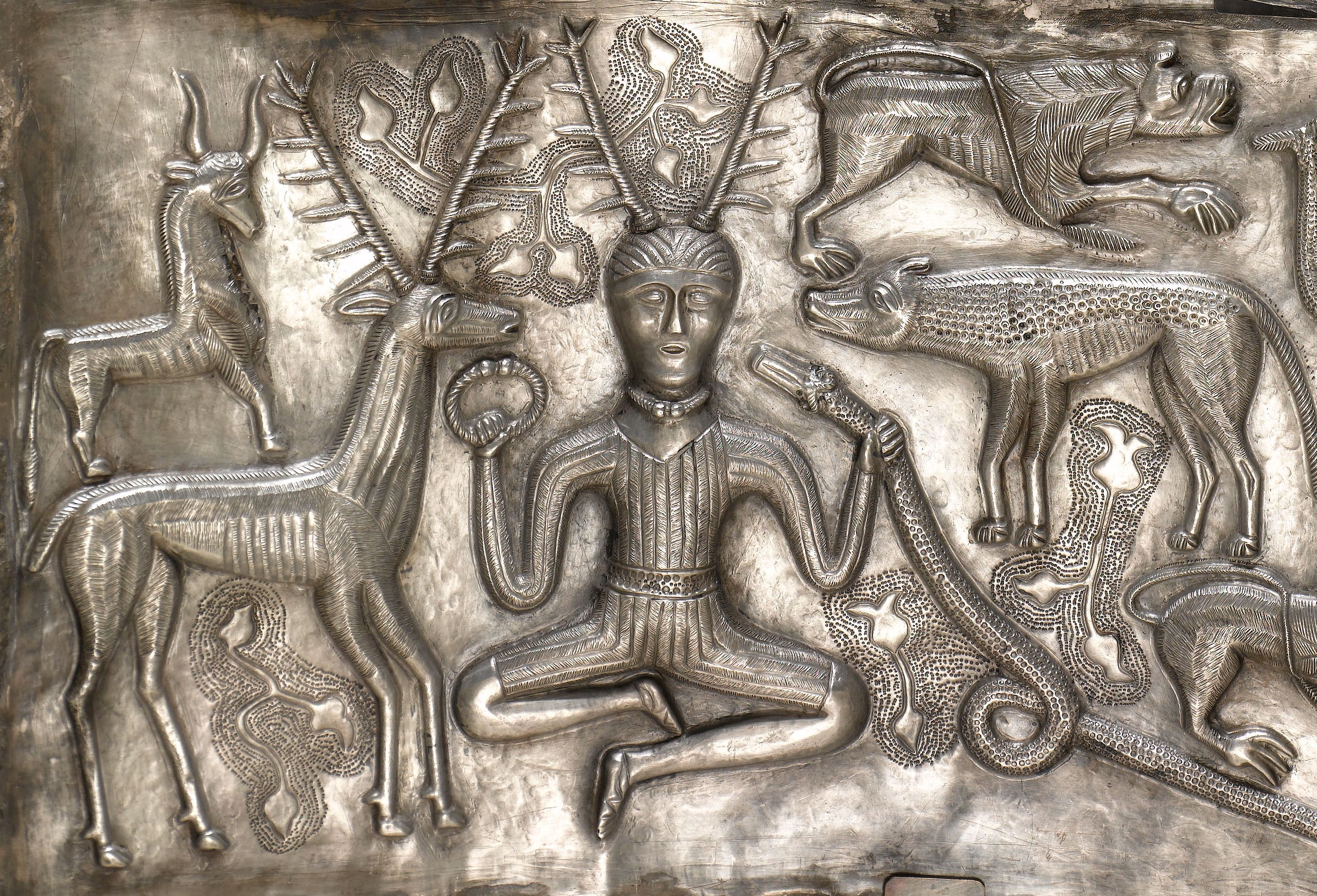
Cernunnos egy tál belsején

Cernunnos különösen a szarvasokkal és a kosszarvú kígyóval áll kapcsolatban; ez és más tulajdonságok a terméshez és a termékenységhez kapcsolják. Cernunnost az alvilág isteneként is kapcsolatba hozzák: A kelta mitológiában Cernunnos a hím szarvas  istenített szelleme. Különleges jellemzője a szarvasagancs. Rokonságban áll a termékenységgel és kétségtelenül a bőség istene és a vadon élő állatok ura. Természete alapvetően földi. Szarvas füle és agancsa van, nyakában és kezében torquest, kelta eredetű nyakperecet visel. Gyakran kíséri egy kígyó kosfejjel vagy egyszerűen, szarvakkal. Az istenről irodalmi forrásokból nem sokat tudni, nevéről, követőiről vagy a kelta vallásban betöltött jelentőségét nem ismerjük. A spekulatív értelmezések a természet, az élet vagy a termékenység isteneként azonosítják.
Megnevezése gyakran egyszerűen „szarvasisten” volt a leírásokban, melyet többnyire keresztbe tett lábbal ülve és szarvasagancsot vagy szarvat viselve ábrázoltak. A kelta művészet talán legtöbbször ábrázolt szarvasagancsot viselő istenalakja volt. Cernunnost a rómaiak Dīs néven ismerték) A termékenység és a vadászat isteneként értelmezik. A termékenység, az élet, az állatok, a gazdagság és az alvilág istene volt. Maga a név csak egyszer, az 1. századi hajósok oszlopában szerepel, de Galliában is  előfordul. Ábrázolásának több mint 50  előfordulása ismert a gall-római időszakban, többnyire északon.

## Néhány előfordulása

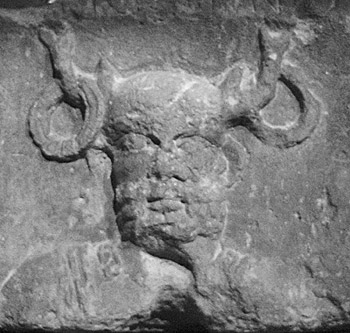
Cernunnos

- Gundestrup-üst - a koppenhágai Dán Nemzeti Múzeumban.
- csónakosok oszlopa a Musée national du Moyen Âge-ban (Középkori Múzeum), Párizsban, Franciaországban. A Csónakosok oszlopán ugyancsak szarvasagancsos képet találunk, rajta [C]ernunnos felirattal. A  kőoszlop ma a gall-római vallás egyik fontos emléke.
- Nautae Parisiaci emlékmű, melyet valószínű, hogy gall tengerészek építették i.sz. 14-ben. 1710-ben a Notre-Dame de Paris katedrális alapjain belül fedezték fel. A hely egykor az ókori Lutetia, a kelta "Parisii civitas" fővárosa volt.
- Steinsel-Rëlent fémtáblája, mely a kelta Treveri területén található, mely feliraton "Deo Ceruninco" volt olvasható: „Cerunincos Istenhez”, feltételezik, hogy ez is ugyanaz az istenség.
- Montagnac-i gall felirat olvasata: αλλετ[ει]νος καρνον]ο[καρνον]ο εας (alisonteai Carnonosnak szentelte).

## Mai előfordulása
Cernunnos a Wicca modern vallási hagyományában is megjelenik, kapcsolatba hozható a wiccai szarvas istennel az úgynevezett boszorkány-kultusz hipotézisén keresztül.